# Liste der denkmalgeschützten Objekte in Gallizien
Die Liste der denkmalgeschützten Objekte in Gallizien enthält die 7 denkmalgeschützten, unbeweglichen Objekte der Gemeinde Gallizien.

## Denkmäler
| Foto |                 | Denkmal                                                                                                | Standort                                       | Beschreibung | Metadaten |
| ---- | --------------- | --- | ---------------------------------------------- | --- | --- |
| ja   | Datei hochladen | Kath. Pfarrkirche hl. Leonhard HERIS-ID: 53376 Objekt-ID: 61322                                        | Abtei 31 Standort KG: Abtei                    | Die mittelgroße Kirche ist ein spätgotischer Bau des 16. Jahrhunderts. Sie hat einen Chor in Schiffsbreite mit rundbogigem Schluss und eine westliche Vorhalle in Schiffsbreite mit einem Fassadenturm. Auf dem barocken Hochaltar befinden sich drei spätgotische Figuren. | BDA-Hist.: Q2082501 Status: § 2a Stand der BDA-Liste: 2025-06-30 Name: Kath. Pfarrkirche hl. Leonhard GstNr.: .1 Pfarrkirche Abtei (Gallizien)                                                    |
| BW   | Datei hochladen | Burgruine Wildenstein HERIS-ID: 113115 Objekt-ID: 131351seit 2019                                      | südlich Wildenstein 54 Standort KG: Enzelsdorf | Die seit 1150 genannte Burg ist seit dem 15. Jahrhundert eine Ruine. | BDA-Hist.: Q105646935 Status: Bescheid Stand der BDA-Liste: 2025-06-30 Name: Burgruine Wildenstein GstNr.: 777                                                                                    |
| ja   | Datei hochladen | Kath. Pfarrkirche hl. Jakobus d. Ä. und Friedhof mit Friedhofskapelle HERIS-ID: 53725 Objekt-ID: 61745 | Gallizien Standort KG: Gallizien               | Die Kirche hat einen mächtigen romanischen Turm an der Langhaussüdseite und einen gotischen kreuzrippengewölbten Chor aus dem 14. Jahrhundert. 1945/46 wurde das Langhaus geräumig ausgebaut. Der Hochaltar stammt aus dem dritten Viertel des 18. Jahrhunderts, die Seitenaltäre sind einige Jahrzehnte älter. Eine Madonnenstatue am linken Seitenaltar ist etwa von 1430.                                                                      | BDA-Hist.: Q1645331 Status: § 2a Stand der BDA-Liste: 2025-06-30 Name: Kath. Pfarrkirche hl. Jakobus d. Ä. und Friedhof mit Friedhofskapelle GstNr.: .57 Pfarrkirche hl. Jakobus d. Ä., Gallizien |
| ja   | Datei hochladen | Kath. Filialkirche hl. Thomas HERIS-ID: 57692 Objekt-ID: 67958                                         | bei Glantschach 6 Standort KG: Glantschach     | Die Kirche ist ein barockisierter gotischer Bau mit spitzbogigem Portal. Der Westturm trägt einen Spitzhelm; unter der Sakristei ist ein Beinhaus. Auf dem Hochaltar vom letzten Viertel des 17. Jahrhunderts befinden sich jüngere Statuen. | BDA-Hist.: Q38077965 Status: § 2a Stand der BDA-Liste: 2025-06-30 Name: Kath. Filialkirche hl. Thomas GstNr.: .31 Filialkirche St. Thomas, Glantschach (Gallizien)                                |
| ja   | Datei hochladen | Kath. Pfarrkirche hl. Paulus und Friedhof HERIS-ID: 54337 Objekt-ID: 62558                             | neben Möchling 1 Standort KG: Möchling         | Die Kirche ist ein mittelgroßer spätgotischer Bau mit vorgestelltem Westturm (mit kreuzrippengewölbtem Erdgeschoß) und einer barocken Vorhalle. Der Chor hat die Höhe und Breite des Schiffs, ist netzrippengewölbt und hat einen 3/8-Schluss. Der Hochaltar und die beiden Seitenaltäre stammen aus dem dritten Viertel des 18. Jahrhunderts. In der kreuzrippengewölbten südlichen Seitenkapelle befindet sich ein mit 1665 bezeichneter Altar. | BDA-Hist.: Q2082839 Status: § 2a Stand der BDA-Liste: 2025-06-30 Name: Kath. Pfarrkirche hl. Paulus und Friedhof GstNr.: .1, 82/2 Pfarrkirche Möchling                                            |
| ja   | Datei hochladen | Schloss Möchling HERIS-ID: 35843 Objekt-ID: 34668                                                      | Möchling 1 Standort KG: Möchling               | Das Schloss ist ein im Kern spätmittelalterlicher Bau, der nach einem Brand 1666 barock umgebaut wurde. An einigen Fenstern befinden sich noch geschmiedete Fensterkörbe des 16. Jahrhunderts. Künstlerisch sehr bemerkenswert ist die mit Gemälden versehene Stuckdecke im Festsaal im ersten Obergeschoß. Das zweite Obergeschoß diente früher als Speicher.                                                                                    | BDA-Hist.: Q2242498 Status: Bescheid Stand der BDA-Liste: 2025-06-30 Name: Schloss Möchling GstNr.: .6/1 Schloss Möchling                                                                         |
| ja   | Datei hochladen | Pfarrhof HERIS-ID: 54336 Objekt-ID: 62557                                                              | Möchling 2 Standort KG: Möchling               | Der Pfarrhof ist ein barocker Bau mit bemerkenswerten Gewölben aus dem 17. Jahrhundert. | BDA-Hist.: Q38060391 Status: § 2a Stand der BDA-Liste: 2025-06-30 Name: Pfarrhof GstNr.: .2/1 |